# Amphistomus tuberosus
Amphistomus tuberosus là một loài bọ cánh cứng trong họ Bọ hung (Scarabaeidae).